# Xestia grisea
Xestia grisea là một loài bướm đêm trong họ Noctuidae.